# امپاسیمالمی
امپاسیمالمی (به لاتین: Ampasimalemy) یک سکونتگاه مسکونی در ماداگاسکار است که در آتسیمو-آتسینانانا واقع شده‌است.

## خصوصیات
امپاسیمالمی ۸٬۰۰۰ نفر جمعیت دارد.